# Ostoja Wkrzańska
Ostoja Wkrzańska este o arie protejată (arie de protecție specială avifaunistică — SPA) din Polonia întinsă pe o suprafață de 14.575,73 ha, integral pe uscat.

## Localizare
Centrul sitului Ostoja Wkrzańska este situat la coordonatele 53°37′48″N 14°24′07″E / 53.6299°N 14.402°E.

## Înființare
Situl Ostoja Wkrzańska a fost declarat arie de protecție specială avifaunistică în octombrie 2007 pentru a proteja 43 de specii de animale.

## Biodiversitate
Situată în ecoregiunea continentală, aria protejată nu include niciun habitat protejat.
La baza desemnării sitului se află mai multe specii protejate de  păsări (43): minunița (Aegolius funereus), pescăruș albastru (Alcedo atthis), rață lingurar (Anas clypeata), rață mare (Anas platyrhynchos), rață pestriță (Anas strepera), gâscă cenușie (Anser anser), acvilă țipătoare mică (Aquila pomarina), buhai de baltă (Botaurus stellaris), buha (Bubo bubo), Bucephala clangula, caprimulg (Caprimulgus europaeus),  prundaș gulerat mic (Charadrius dubius), chirighiță neagră (Chlidonias niger), barză albă (Ciconia ciconia), barză neagră (Ciconia nigra), erete de stuf (Circus aeruginosus), cristeiul de câmp (Crex crex), lebădă de vară (Cygnus olor), ciocănitoarea de stejar (Dendrocopos medius), ciocănitoare neagră (Dryocopus martius), șoim de iarnă (Falco columbarius), șoim călător (Falco peregrinus), muscar (Ficedula parva), becațină comună (Gallinago gallinago), găinușă de baltă (Gallinula chloropus), cocor (Grus grus), codalb (Haliaeetus albicilla), sfrâncioc roșiatic (Lanius collurio), sitar de mâl (Limosa limosa), ciocârlie de pădure (Lullula arborea), gaia neagră (Milvus migrans), gaia roșie (Milvus milvus), vultur pescar (Pandion haliaetus), viespar (Pernis apivorus), corcodel mare (Podiceps cristatus), corcodel-cu-gât-roșu (Podiceps grisegena), corcodel-cu-gât-negru (Podiceps nigricollis), cresteț pestriț (Porzana porzana), cristei de baltă (Rallus aquaticus), silvie porumbacă (Sylvia nisoria), corcodel mic (Tachybaptus ruficollis), fluierar de mlaștină (Tringa glareola), fluierarul de zăvoi (Tringa ochropus).